# Frederikshavnsvej Trinbræt
Frederikshavnsvej Trinbræt er et trinbræt beliggende i den vestlige udkant af byen Skagen i Nordjylland.
Frederikshavnsvej Trinbræt ligger på Skagensbanen mellem Skagen og Frederikshavn. Trinbrættet åbnede i 1992. Det betjenes i dag af tog fra jernbaneselskabet Nordjyske Jernbaner, der kører hyppige lokaltog mellem Skagen og Frederikshavn.

## Historie
Trinbrættet blev åbnet i 1992. Fra november 2010 til januar 2011 blev det renoveret med bl.a. flere cykelparkeringspladser og en mindre rykning af perronen.

## Trafik
Trinbrættet betjenes af Nordjyske Jernbaner, der foruden Skagensbanen driver Hirtshalsbanen, Vendsysselbanen og Aalborg Nærbane. Så man kan fra Skagen køre uden togskift helt til Skørping via Frederikshavn, Hjørring og Aalborg.
Trinbrættet bruges primært af de mange studerende, som pendler hver dag mellem Skagen og Frederikshavn. I dag er det banens næstmest benyttede standsningssted efter Skagen Station.